# Skálavík
Skálavík è un comune delle Isole Fær Øer. Ha una popolazione di 181 abitanti e fa parte della regione di Sandoy sull'isola omonima.
Il territorio del comune comprende la parte centro-orientale di Sandoy e il suo unico centro abitato è Skálavík, situato sulla costa orientale.